# Trematopygus triangulator
Trematopygus triangulator är en stekelart som beskrevs av Aubert 1981. Trematopygus triangulator ingår i släktet Trematopygus och familjen brokparasitsteklar. Inga underarter finns listade i Catalogue of Life.